# Tina Mirella Manferdini
Tina Mirella Manferdini (San Venanzio di Galliera, 31 agosto 1927 – Bologna, 13 giugno 2005) è stata una filosofa italiana.

## Biografia
A partire dal 1959 insegnò filosofia della religione all'Università di Bologna. Fu tra le prime titolari di questa cattedra in Italia dopo Alberto Caracciolo e Italo Mancini e comunque rimane in assoluto la prima donna ad assumere tale insegnamento negli atenei italiani. Tra i gli autori da lei più frequentati vi furono Agostino d'Ippona, San Bonaventura e Antonio Rosmini.

## Opere principali
- Ontologismo critico e filosofie dell’esperienza concreta, Historica, Reggio Calabria 1954.
- Studi sul pensiero americano, Edizioni Alfa, Bologna 1960.
- L’Io e l’esperienza religiosa in John Dewey, Zanichelli, Bologna 1963.
- Essere e verità in Rosmini, Edizioni Alfa, Bologna 1965.
- L’estetica religiosa in S. Agostino, Zanichelli, Bologna 1969.
- Il problema della religione. Barth e Schleiermacher, CLUEB, Bologna 1984.
- Katholische Weltanschauung. Religione e fede in Romano Guardini, in Silvano Zucal (a cura di), La Weltanschauung cristiana di Romano Guardini, EDB, Bologna 1988, pp. 257– 352.